# テオドール・ラッツェンベルガー

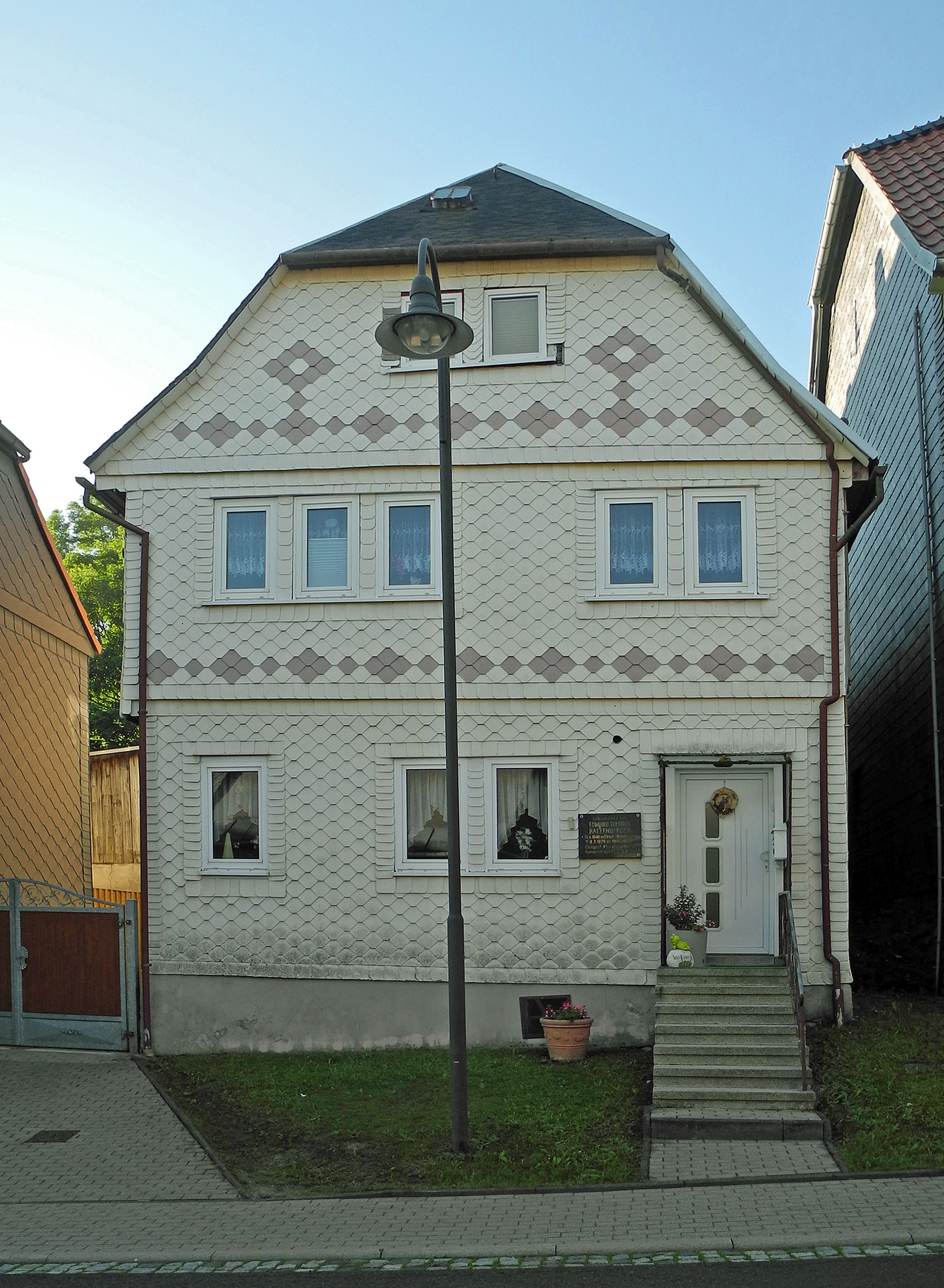
グロースブライテンバッハ発祥の地 (Grossbreitenbach)

テオドール・ラッツェンベルガー（Theodor Ratzenberger, 1840年4月14日 - 1879年3月8日）は、ドイツのピアニスト、作曲家、音楽教師。

## 生涯
シュヴァルツブルク＝ゾンダースハウゼン侯国のグロスブライテンバッハに生まれ、フランツ・リストにピアノを、ペーター・コルネリウスに作曲を師事した。ジュネーヴ、ベルン、チューリヒなどのスイス各地での演奏会で成功を収め、1859年にゾンダースハウゼンでシュヴァルツブルク＝ゾンダースハウゼン侯国の宮廷ピアニストとなった。同地でフーゴー・リーマンにピアノを教えている。1863年にはスイス、ベルギー、パリと拠点を移し、1864年からローザンヌで、1868年からデュッセルドルフで教師となった。出版作品にはピアノのためのサロン小品と独唱歌曲があり、2曲のピアノ協奏曲といくつかの管弦楽曲の手稿譜が残されている。

## 作品
楽譜出版目録 Hofmeister Musikalisch-literarischer Monatsbericht に以下の作品が掲載されている。これらには活動時期が重なる同名のオルガニスト、作曲家 (Theodor Ratzenberger senior, 1816年 フリードリヒスドルフまたはフリーダースドルフ - 1902年 ヴヴェイ) の作品が混在している可能性がある。

### ピアノ独奏曲
- 郷愁! 幻想小品 Heimweh! Fantasiestück, Op. 1 (Weimar: Kühn, 1861; 2. verbesserte Auflage, 1871)
- 幻想小品 Phantasiestück, Op. 6 (Bonn: Simrock, 1863)
- おとぎ話の絵 Märchenbild, Op. 7 (Aachen: Naus, 1863; 1888)
- 2つのピアノ小品 2 Klavierstücke, Op. 9 (Düsseldorf: Bayrhoffer, 1869)
  1. 夕べの歌 Abendlied
  2. 前奏曲 Präludium
- 春の歌 Frühlingslied, Op. 5 (Leipzig: Kahnt, 1872; Neue Ausgabe, 1879)
- ヴヴェイの思い出 Souvenir de Vevey. Valse (Vevey: Benda, 1887)
- 祭りの行進曲 Marche de Fête (Vevey: Benda, 1887)

### 歌曲
- 独唱とピアノのための4つの歌曲 4 Lieder für eine Singstimme mit Begleitung des Pianoforte, Op. 13 (Leipzig: Seitz, 1871)
  1. Glöcklein, Abendglöcklein läute Frieden (フリードリヒ・ギュル（ドイツ語版）詞)
  2. Da hab' ich viel blasse Leichen beschworen (ハインリヒ・ハイネ詞)
  3. Vöglein wohin so schnell (エマヌエル・ガイベル（英語版）詞)
  4. Liebchen lass dich küssen (クリストフ・アウグスト・ティートゲ（英語版）詞)